# Nadeschda Nikolajewna Kibardina
Nadeschda Nikolajewna Kibardina (russisch Надежда Николаевна Кибардина, englische Transkription Nadezhda Kibardina; * 8. Februar 1956 in Nabereschnyje Tschelny, Sowjetunion) ist eine ehemalige sowjetische und später russische Radrennfahrerin.

## Sportlicher Werdegang
Zum Radsport kam Kibardina im Alter von 15 Jahren. 1980 wurde sie sowjetische Meisterin in der Einerverfolgung, daraufhin wurde sie für die Bahnradsport-Weltmeisterschaften 1980 in Besançon nominiert, wo sie in der Disziplin Weltmeisterin wurde. Im folgenden Jahr verteidigte sie beide Titel erfolgreich. Bei der Sommer-Universiade 1983 wurde sie zweifache Goldmedaillengewinnerin.
In den folgenden Jahren war Kibardina Mitglied der sowjetischen Straßenradsport-Nationalmannschaft, mit der sie an internationalen Meisterschaften und internationalen Straßenradrennen teilnahm. Von 1987 bis 1991 stand sie mit dem sowjetischen Team fünfmal in Folge auf dem Podium der Straßenradsport-Weltmeisterschaften im Mannschaftszeitfahren, 1987 und 1989 als Weltmeisterin. Nach dem Zerfall der Sowjetunion gewann sie 1992 auch mit dem russischen Team die Bronzemedaille. Zum Ende ihrer Karriere wurde sie 1993 russische Meisterin im Einzelzeitfahren.
Nach ihrem Karriereende ging Kibardina nach Tschechien, wo sie seitdem lebt. Zwischenzeitlich war sie einige Jahre als Trainerin im Mountainbikesport tätig, wo sie das russisch-tschechische Radsportteam von Dynamo Budvar leitete und unter anderem die Vierte der Olympischen Sommerspiele 2000 im Cross-Country Alla Jepifanowa trainierte.

## Ehrungen
- Verdienter Meister des Sports der UdSSR

## Erfolge

### Bahn
1980
- Weltmeisterin – Einerverfolgung
- Sowjetische Meisterin – Einerverfolgung

1981
- Weltmeisterin – Einerverfolgung
- Sowjetische Meisterin – Einerverfolgung

1983
- Universiade – Einerverfolgung

### Straße
1983
- Universiade – Mannschaftszeitfahren

1985
- eine Etappe Ronde d'Aquitaine

1986
- zwei Etappen Postgiro féminin
- zwei Etappen Tour of Norway
- Sowjetische Meisterin – Straßenrennen

1987
- Weltmeisterin – Mannschaftszeitfahren (mit Tamara Poljakowa, Ljubow Pugowitschnikowa und Alla Jakowlewa)

1988
- Weltmeisterschaften – Mannschaftszeitfahren (mit Swetlana Roschkowa, Alla Jakowlewa und Laima Zilporytė)

1989
- Weltmeisterin – Mannschaftszeitfahren (mit Tamara Poljakowa, Natalja Meljochina und Laima Zilporytė)

1990
- eine Etappe Tour de l’Aude Cycliste Féminin
- Weltmeisterschaften – Mannschaftszeitfahren (mit Natalja Schipajewa, Natalja Meljochina und Walentina Polchanowa)

1991
- Weltmeisterschaften – Mannschaftszeitfahren (mit Walentina Polchanowa, Aiga Zagorska und Natalja Grinina)

1992
- Weltmeisterschaften – Mannschaftszeitfahren (mit Natalja Grinina, Alexandra Koljassewa und Gulnara Fatkulina)

1993
- Russische Meisterin – Einzelzeitfahren